# Andreas Wolfers
Andreas Wolfers (* 1958 in Flensburg) ist ein deutscher Journalist und ehemaliger Leiter der Henri-Nannen-Schule in Hamburg.
Andreas Wolfers wurde 1958 in Flensburg geboren. Nach seinem Volontariat beim Flensburger Tageblatt schrieb er für die Segelzeitschrift Yacht und studierte von 1980 bis 1987 Geschichte und Politik in Münster und Hamburg. Von 1983 bis 1985 arbeitete er als Korrespondent für mehrere deutsche Tageszeitungen in Jerusalem. Seit 1987 als freier Journalist in Hamburg lebend, wurde er zunächst Pauschalist, dann ab 1993 Redakteur bei GEO und leitete seit 1999 die Redaktion von GEO Special. Recherchen führten ihn nach Afghanistan, Russland, Tibet, Brasilien, Georgien und Südafrika. 2004 wurde er zum Textchef des Sterns ernannt, zwei Jahre später zum Geschäftsführenden Redakteur.
Von 2007 bis 2019 war Wolfers als Nachfolger von Ingrid Kolb in Personalunion Leiter und Geschäftsführer der Henri-Nannen-Schule, wo er seit 1995 Reportageschreiben unterrichtete. Zudem hatte er Lehraufträge an der Hamburger Akademie für Publizistik und an der Abteilung Journalistik der Universität Leipzig.